# Lire de Lombardie-Vénétie
 (signalé en mai 2025).
Si vous disposez d'ouvrages ou d'articles de référence ou si vous connaissez des sites web de qualité traitant du thème abordé ici, merci de compléter l'article en donnant les références utiles à sa vérifiabilité et en les liant à la section « Notes et références ».
- Archive Wikiwix
- Bing
- Cairn
- DuckDuckGo
- E. Universalis
- Gallica
- Google
- G. Books
- G. News
- G. Scholar
- Persée
- Qwant
- (zh) Baidu
- (ru) Yandex
- (wd) trouver des œuvres sur Wikidata

Pour les articles homonymes, voir Lire (monnaie).
La lire est l'ancienne monnaie officielle du royaume de Lombardie-Vénétie de 1822 à 1861, divisée en 100 centesimi. 
Pour la partie lombarde, elle est remplacée par la lire italienne en 1861 ; pour la Vénétie, par le florin autrichien jusqu'en 1866.

## Histoire monétaire
Enfant du Congrès de Vienne, né le 7 avril 1815, le royaume de Lombardie-Vénétie connaît un désordre monétaire qui va durer jusqu'en 1827. Dans l'intervalle, les autorités autrichiennes qui supervisent ce nouvel État, y laisse circuler l'ancienne monnaie du royaume d'Italie fondé par Napoléon, également appelée lire, et qui était amarrée au franc français, monnaies frappées par les ateliers de Milan et Venise ; mais, dans ces mêmes ateliers, sont bientôt fabriquées des monnaies autrichiennes, ce que la population se supporte pas. Imaginée en 1822, la nouvelle lire n'est officialisée que le 1er novembre 1823 par décret impérial : François Ier dont le buste figure sur les nouvelles pièces en argent et en or, définit la lire au poids de 4,331 g d'argent à 900/1000e, ce qui correspondait à 3,897 9 g d'argent pur, soit une sensible différence avec l'ancienne lire napoléonienne qui portait 4,5 g d'argent pur. Face au mécontentement, la lire italienne napoléonienne continue donc d'avoir cours légal jusqu'au 31 janvier 1827 grâce au décret du 15 septembre 1826, lequel démonétisa cette dernière. Au change de Vienne, cette nouvelle monnaie vaut 20 kreuzers, soit un tiers de florin autrichien.
Durant le printemps des peuples, en mars 1848, la révolte s'empare de Milan. Le gouvernement provisoire fut établi qui suspendit brièvement la production de la lire et frappa une nouvelle lire qui suivait le standard de la lire sarde. La Vénétie se souleva également, devenant la république de Saint-Marc et fit frapper en catastrophe une nouvelle série de pièces de lire vénitienne, également alignée sur la lire sarde. Après le 22 août 1849, l'ordre autrichien fut rétabli et la lire du royaume de Lombardie-Vénétie recommença à circuler.
Une partie du peuple avait trouvé à se venger : en effet, la pièce de 20 kreuzers autrichienne, qui titrait 583/1000e d'argent pour 6,68 g, circulait donc librement entre Milan et Venise, mais valait au change 86 centesimi de lire sarde, contre 87 centesimi de lire lombardo-vénétienne. Cette petite différence, due à une erreur administrative, amusa beaucoup les spéculateurs : la pièce de 1 lire sarde possédant un titre d'argent supérieur en dépit de ses 5 g, elle coutait en réalité beaucoup moins chère au change. 
Après novembre 1858, le royaume perd sa partie lombarde, laquelle est conquise par les armées sardes. Trois ans plus tard, cette lire disparaît au profit de la lire italienne, avec un taux de conversion de 0,86 centesimi pour une ancienne lire.

## Émissions monétaires

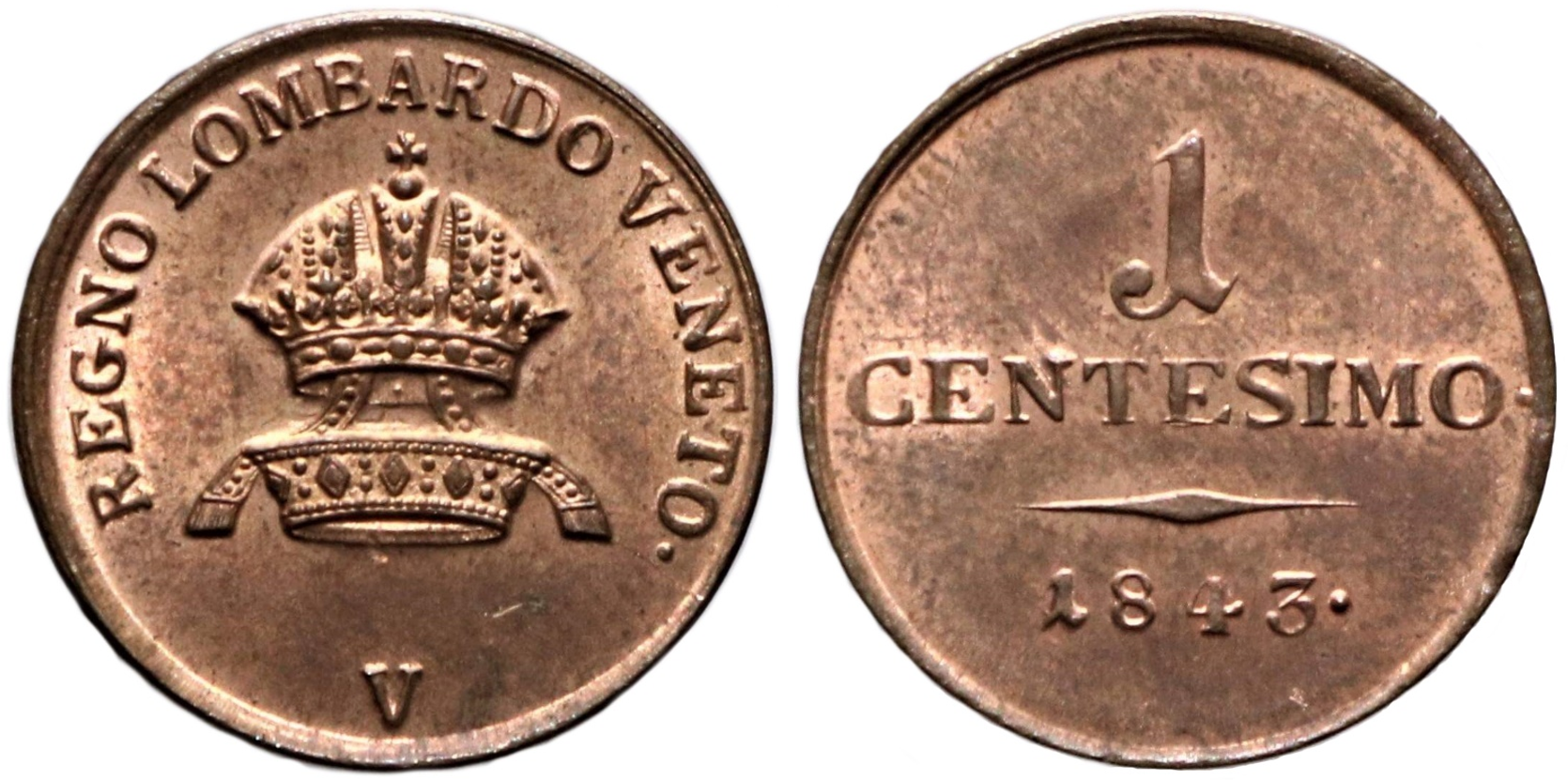
Pièce de 1 centesimo (1843), en cuivre, recto/verso, frappée à Venise (V).

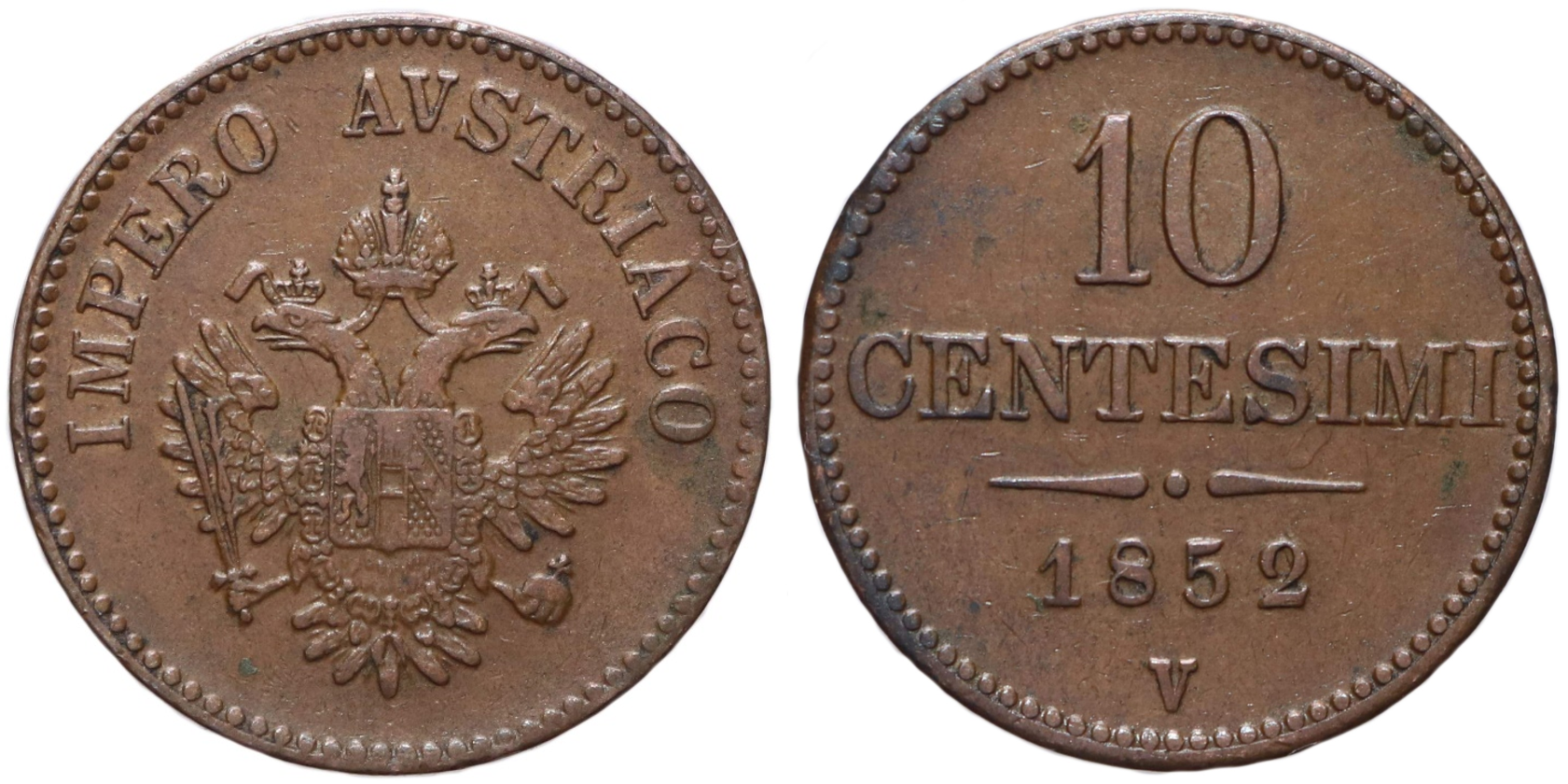
Pièce de 10 centesimi (1852), en cuivre, recto/verso : les aigles impériaux remplacent les armes du royaume.

### Pièces de monnaie
À partir de 1822, sont frappées des modules de 1, 3 et 5 centesimi en cuivre ; de ¼, ½, 1 en argent ; et de ¼ et 1 scudo en argent, le scudo valant 6 lires. Deux pièces en or apparaissent : de ½ et 1 sovrano, équivalant au ducat, pour des valeurs correspondantes de 20 et 40 lires.
En 1849, est frappée la première pièce de 10 centesimi en cuivre.
Une première réforme le 28 juillet 1852, diminue le poids des monnaies en cuivre, et ne comportent plus désormais de mention regno lombardo veneto, mais les seules armoiries impériales. Une pièce de 15 centesimi est fabriquée mais ne circule pas. Une seconde réforme décidée en novembre 1858, divisait le florin autrichien en 100 soldi, qui disparut en 1866, après l'unification complète de l'Italie.

### Billets de banque
Les billets émis par la Banque d'Autriche circulent dans tout le royaume et ont cours légal. Le 15 juin 1859 est imprimé à Vérone en urgence un billet de 1 florin (fiorino) uniface. 

### Conversion
Les trois premières conversions ont été fixées par l'État autrichien, tandis que la dernière fait référence à 1859 après l'annexion de la Lombardie au royaume de Sardaigne.
| Florin autrichien      | Lire |
| ---------------------- | ---- |
| Kreuzer (1 K)          | 0,05 |
| 20 kreuzers (Svanzica) | 1    |
| Florin                 | 3    |
| Thaler (scudo)         | 6    |
| Ducat                  | 14   |
| Couronne (corona)      | 40   |